# Cercle d'Ansongo
Le cercle d'Ansongo est une collectivité territoriale malienne, dans la région de Gao.
Il compte 7 communes : Ansongo, Bara, Bourra, Ouattagouna, Talataye, Tessit et Tin-Hama.